# Paróquia Santa Teresinha (São Paulo)
A Paróquia Santa Teresinha foi criada em 1927 no bairro homônimo, Zona Norte da cidade de São Paulo, Brasil. Pertence ao setor Santana da Arquidiocese de São Paulo. Localiza-se próximo aos colégios católicos salesianos tradicionais: Colégio Salesiano Santa Teresinha (1937) e Instituto Madre Mazzarello (1955).

## História
Por volta de 1918, os Salesianos adquiriram uma chácara na região do Alto de Santana, especificamente no bairro do Chora Menino, onde construíram um campo de futebol e um galpão para os alunos do Liceu Coração de Jesus passearem e brincarem, aproveitando o ar puro, especialmente importante para os que estavam se recuperando da Grande Gripe, que assolou o mundo após a Primeira Guerra Mundial. Em 1924, foi iniciada a construção da Igreja Votiva de Santa Teresinha, como cumprimento de um voto feito pelo Padre Luiz Marcigaglia durante a Revolução de 1924, sendo inaugurada como capela em 1927 e elevada à condição de Igreja Matriz Paroquial em 1940.
Em 1934, uma parte do bairro Chora Menino passou a ser chamado de bairro de Santa Teresinha, área próxima a igreja. Já em 1937, no local da chácara, foi fundado o Colégio Salesiano Santa Teresinha, e em 1955 foi inaugurado o Instituto Madre Mazzarello, outro estabelecimento educacional salesiano.